# Чих-Чих-Бум-Бум (фільм)
Британський музичний фентезі-фільм Чих-Чих-Бум-Бум (Chitty Chitty Bang Bang) був знятий у 1968 році режисером Кеном Г'юзом і заснований на героях однойменної книги Яна Флемінга, найбільш відомого як автора романів про Джеймса Бонда. Продюсером фільму став Альберт Брокколі, який, у свою чергу, став відомим як продюсер сімнадцяти фільмів про Джеймса Бонда. Автори музики та пісень — брати Річард і Роберт Шермани.

## Сюжет
Безгрошовий винахідник Карактак Поттс не досяг успіху у своїх винаходах. Його автоматичні машинки для стрижки волосся божеволіють, а його цукеркові тростини Toot Sweets, якими також можна свистіти, які він хоче запропонувати багатому виробнику цукерок пану Скрампшесу, лише приваблюють собак, які заполонили фабрику.
Одного разу заради своїх близнюків Джемайми та Джеремі він купує на сміттєзвалищі уламки автомобіля, який колись використовувався для перегонів. Він ретельно реставрує автомобіль, полірує його до блиску та називає Чух-Чух-Бум-Бум (Chitty Chitty Bang Bang) через дивні звуки двигуна та вихлопу.
Незабаром стає зрозуміло, що автомобіль мможе запропонувати набагато більше, ніж звичайний автомобіль. Одного разу, коли сім'я відправляється у подорож до моря з гарненькою Трулі Скрампшес, донькою власника фабрики, їм раптово загрожує злий барон Бомбурст, який наближається з відкритого моря на своєму кораблі та хоче викрасти автомобіль. Тим часом вони також потрапляють у пастку повені, але це не має значення: машина перетворюється на судно на повітряній подушці та їм вдається втекти від барона Бомбурста.
Проте через деякий час Карактак, діти та Трулі бачать, як дідуся Поттса викрадає барон Бомбурст. Вони влаштовують погоню, під час якої автомобіль сім'ї падає зі скелі. Але за секунди до падіння автомобіль розгортає крила і, тепер вже як літак, набирає висоту. Використовуючи автопілот, Чух-Чух-Бум-Бум доставляє своїх пасажирів у Вульгарію, країну барона Бомбурста, де, здається, немає дітей. Однак батьки ховають їх у печерах від злої баронеси, бо вона терпіти не може дітей. Джеремі та Джемайма, ошукані ловцем дітей, опиняються замкненими у замку. Разом з майстром іграшок, який створює подарунок барону на день народження, і з застосуванням автомобілю, Карактаку і Трулі вдається звільнити дітей і дідуся. Вперше дідусь пишається винаходом сина.
Карактакус, Трулі та діти опиняються на пляжі, вони сидять всередині Чух-Чух-Бум-Бума. Вся пригода була лише історією, яку розповів Карактак, щоб розважити своїх попутників. Діти запитують, чи вийде Трулі заміж за їхнього батька в кінці історії. Однак коли він каже, що це неможливо, оскільки вони з Трулі походять з різних соціальних класів, вона сердиться.
Коли Карактак повертається додому з дітьми, він бачить свого батька і батька Трулі, які граються з олов'яними солдатиками. Цукеркові свистки Карактака Toot Sweets зрештою виявилися успішними (хоча як собачі свистки), і тепер він багатий. Він відразу кидається наздоганяти Трулі, але вона вже йде йому назустріч. Обидва в захваті від радості вирішують одружитися.

## Передісторія
В оригінальній книзі Флемінга йдеться про родину Поттс та їхню літаючу машину, за допомогою якої вони рятують французького виробника цукерок та його родину з лап гангстерів. Сюжет фільму зовсім інший. Історію країни Вульгарія та персонаж Трулі Скрампшес вигадав автор дитячих книжок Роальд Дал, який не вперше співпрацював з Флемінгом: він також написав сценарій до фільму «Джеймс Бонд 007: Ти живеш тільки двічі». Театральна версія мюзикла заснована на кіноверсії.
Зйомки проходили в замку Нойшванштайн, у Ротенбурзі-на-Таубері та на Pinewood Studios у Великій Британії. Є кілька англійських релізів музики до фільму на платівці, компакт-диску та синглі та одна німецька платівка. Рекс Гілдо також записав тематичну пісню Chitty Chitty Bang Bang . В Австрії вона була у чартах протягом 8 тижнів і досягла 15 місця.
Автомобіль, спеціально сконструйований для фільму, був заснований на справжніх гоночних автомобілях Chitty Bang Bang початку 1920-х років, розроблених гонщиком і дизайнером Луїсом Зборовським.

## Нагороди
Заголовна пісня фільму авторства братів Шерманів була номінована на «Оскар» у 1969 році.
Того ж року фільм був номінований на «Золотий глобус» за найкращу оригінальну музику та найкращу оригінальну пісню.
У 1970 році фільм посів третє місце на Laurel Awards .

## Пісні
1. У мене вас двоє (3:35; Caractacus, Jeremy, Jemima)
2. Toot Sweets (3:24; Caractacus, Truly, Jeremy, Jemima)
3. Колискова (1:51; Caractacus «Вітер віє з гір Піщаної людини»)
4. My Bamboo Stick (2:58; Caractacus, Chor)
5. Чих-чих-бум-бум № 1 (1:35; Caractacus, Jeremy, Jemima; через село)
6. Чих-чих-бум-бум № 2 (1:08; Caractacus, Jeremy, Jemima, Truly; поруч із поїздом)
7. Справді смачно (3:23; Джеремі, Джемайма, Справді)
8. Чих-чих-бум-бум № 3 (1:09; Caractacus, Jeremy, Jemima, Truly; at sea)
9. О, він такий милий (4:00; Справді)
10. Флот (2:53; Opa)
11. Троянди успіху (2:48, Професори, Дідусь)
12. Колискова (1:19; Caractacus, Truly)
13. Tschutschiwutsch (2:15, барон і баронеса Бомбурст)
14. лялька музична скринька (2:23; Truly)
15. Лялька з музичною скринькою та непосида (Трулі, Карактак)
16. Чих-чих-бум-бум № 4 (1:14; Caractacus, Truly; політ над вітряком, кінцеві титри)